# 27 septembrie
ianuarie • februarie • martie  • aprilie  • mai  • iunie  • iulie  • august  • septembrie  • octombrie  • noiembrie  • decembrie
27 septembrie este a 270-a zi a calendarului gregorian și a 271-a zi în anii bisecți. Mai sunt 95 de zile până la sfârșitul anului.

## Evenimente

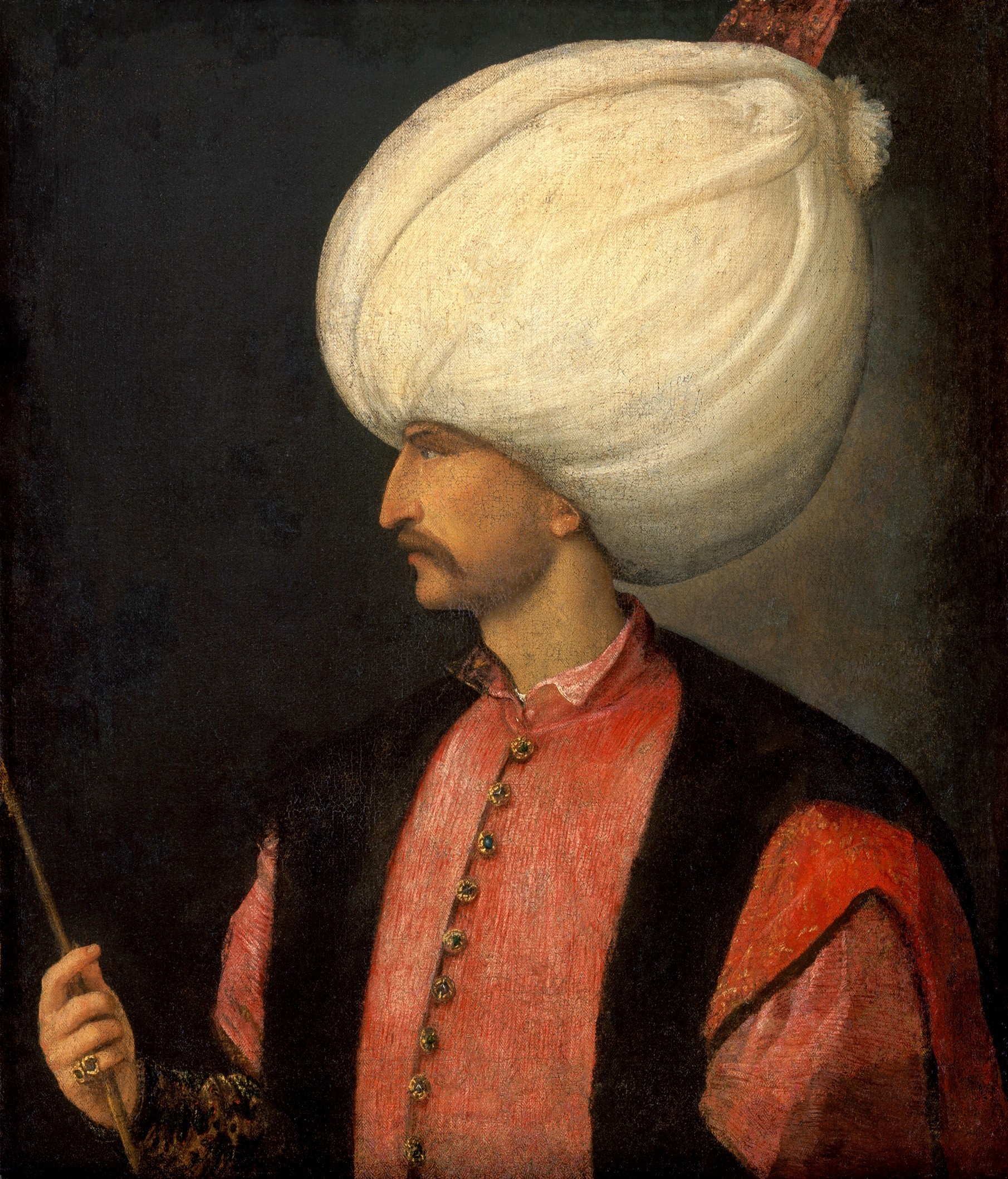
1529: Începe Primul Asediu al Vienei de către otomani sub conducerea lui Soliman Magnificul (foto).

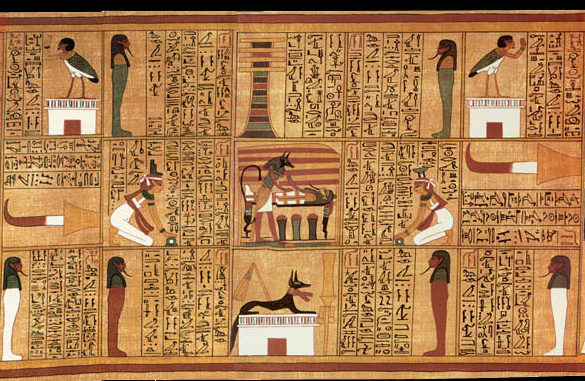
1822: Savantul francez Jean-François Champollion anunță că a descifrat, cu ajutorul inscripției de pe "piatra de la Rosetta", hieroglifele Egiptului antic.

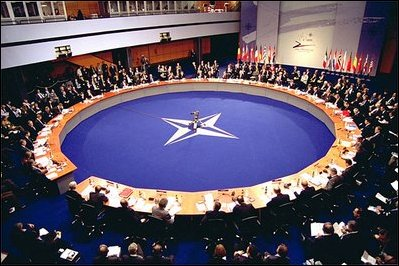
2001: Guvernul României adoptă Planul Național de Aderare la NATO, având ca scop admiterea României la summit-ul de la Praga din 2002. România va deveni membră NATO în 2004.

- 1066: William Cuceritorul și armata sa au pornit de la gura râului Somme, începând cucerirea normandă a Angliei.[1]
- 1130: Roger al II-lea este proclamat rege al Siciliei de către antipapa Anacletus al II-lea.
- 1331: Are loc Bătălia de la Płowce, între Regatul Poloniei și Ordinul Teutonic. Polonezii sunt învinși, însă liderii lor scapă să fie capturați.[2]
- 1529: Începe Primul Asediu al Vienei de către otomani sub conducerea lui Soliman Magnificul.[3]
- 1590: Papa Urban VII moare la 13 zile după ce a fost ales ca papă - cel mai scurt pontificat din istorie.
- 1777: Revoluția americană: Lancaster, Pennsylvania, devine capitala Statelor Unite pentru o zi după ce Congresul a evacuat Philadelphia.
- 1821: Mexico își câștigă independența față de Spania.
- 1822: Savantul francez Jean-François Champollion anunță că a descifrat, cu ajutorul inscripției de pe "piatra de la Rosetta", hieroglifele Egiptului antic.
- 1825: În Anglia se inaugurează prima linie de cale ferată din lume, linie ce făcea legătura între orașele Stockton și Darlington.
- 1854: Nava cu aburi americană SS Arctic se ciocnește pe timp de ceață cu vaporul francez Vesta pe coasta Newfoundland. Patru ore mai târziu SS Arctic s-a scufundat. Din aproximativ 400 la bord (250 de pasageri, 150 membri ai echipajului), au supraviețuit doar 24 de pasageri bărbați și 61 membri ai echipajului; toate femeile și copiii au murit. Nimeni nu a fost chemat să dea socoteală pentru dezastru și nici o anchetă oficială nu a fost demarată.
- 1874: Berna. România semnează, ca membru fondator, Tratatul privind înființarea Uniunii Poștale Generale (din 1878, Uniunea Poștală Universală), prin care țările semnatare formau un singur teritoriu poștal pentru schimbul reciproc al corespondențelor și obiectelor între birourile lor de poștă. Tratatul a intrat în vigoare la 1.07.1875.
- 1896: Împăratul Franz Joseph al Austriei, împreună cu regii Carol I al României și Alexandru I al Serbiei, inaugurează la Orșova (pe atunci în Austro-Ungaria) canalul navigabil de la Porțile de Fier.
- 1905: Albert Einstein publică studiul „Depinde inerția unui corp de conținutul lui de energie?” în revista științifică Annalen der Physik. Această lucrare cuprinde conceptul care mai târziu va fi simbolizat de celebra relație E = mc2.
- 1910: A avut loc primul raid aerian din România; aviatorul Aurel Vlaicu a parcurs traseul Slatina-Piatra Olt, în cadrul unor manevre militare de toamnă.
- 1914: Moare regele Carol I al României după o domnie de 48 de ani și este succedat de Ferdinand I al României (dată stil vechi 27 septembrie/10 octombrie).
- 1922: Regele Greciei, Constantin I este forțat să abdice în favoarea fiului său George al II-lea.
- 1926: A avut loc, la Paris, primul Congres internațional al cinematografului, sub egida Societății Națiunilor.
- 1939: Al Doilea Război Mondial: Varșovia capitulează în fața trupelor germane care au asediat orașul timp de zece zile.
- 1940: Al Doilea Război Mondial: Este încheiat, la Berlin, „Pactul Tripartit” între Germania, Italia și Japonia, prin care cele trei țări își promit ajutor multilateral pentru instaurarea unei „noi ordini” mondiale.
- 1959: Taifunul Vera a lovit insula niponă Honshu, ducând la moartea a peste 5.000 de oameni.
- 1962: S-a înființat Universitatea din Timișoara (în prezent, Universitatea de Vest).
- 1991: Au început, la București, lucrările Congresului Partidului Național Țărănesc Creștin Democrat, primul congres de după război al acestei formațiuni politice. A fost ales președinte al partidului Corneliu Coposu (27-29).
- 1996: Conflictul din Afganistan. Talibanii cuceresc Kabulul, îl executa pe președintele Najibullah și instaurează un „sistem islamic complet”; închid școlile pentru fete, interzic femeilor să lucreze și stabilesc pedepse islamice.
- 1998: Motorul de căutare pe internet Google revendică retroactiv această dată ca ziua sa de naștere.
- 1999: România a depus la Bruxelles „Programul național anual de pregătire a aderării la NATO”.
- 2001: Guvernul României a adoptat Planul Național de Aderare la NATO, având ca scop admiterea României la summit-ul de la Praga din 2002; în urma acestui summit, România a fost invitată să adere la Alianța Nord Atlantică; în 2004, România a devenit membră a NATO.
- 2002: Timorul de Est, stat în sud-estul Asiei ce și-a declarat independența la 20 mai 2001, a devenit cel de-al 191-lea membru al ONU.
- 2007: NASA lansează sonda spațială Dawn pentru a studia primele două obiecte ca mărime din centura de asteroizi: protoplaneta 4 Vesta și planeta pitică Ceres[4].
- 2008: Astronautul chinez Zhai Zhigang devine prima persoană chineză care zboară în spațiu (Shenzhou 7).

## Nașteri
- 1275: Ioan al II-lea de Brabant (d. 1312)
- 1389: Cosimo Medici, conducătorul de facto al Florenței (d. 1464)
- 1533: Stephan Báthory, rege al Poloniei și conte de Siebenbürgen (d. 1586)
- 1601: Regele Ludovic al XIII-lea al Franței (d. 1643)
- 1722: Samuel Adams, politician american, al 4-lea Guvernator de Massachusetts (d. 1803)
- 1781: Regele Wilhelm I de Württemberg (d. 1864)
- 1827: Alexandru Papiu-Ilarian, istoric și filolog, membru al Societatii Academice Române (d. 1877)
- 1845: Aureliano de Beruete, pictor spaniol (d. 1912)
- 1859: Ernst, Prinț de Saxa-Meiningen (d. 1941)
- 1871: Grazia Deledda, scriitoare italiană, laureată Nobel (d. 1926)

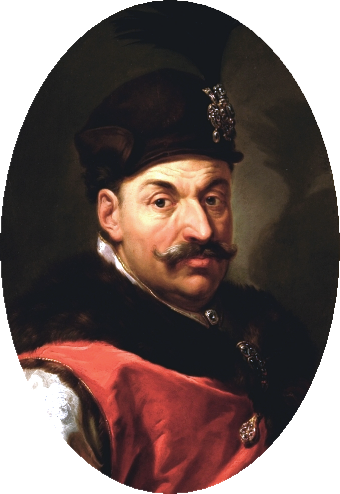
Stephan Báthory, rege al Poloniei
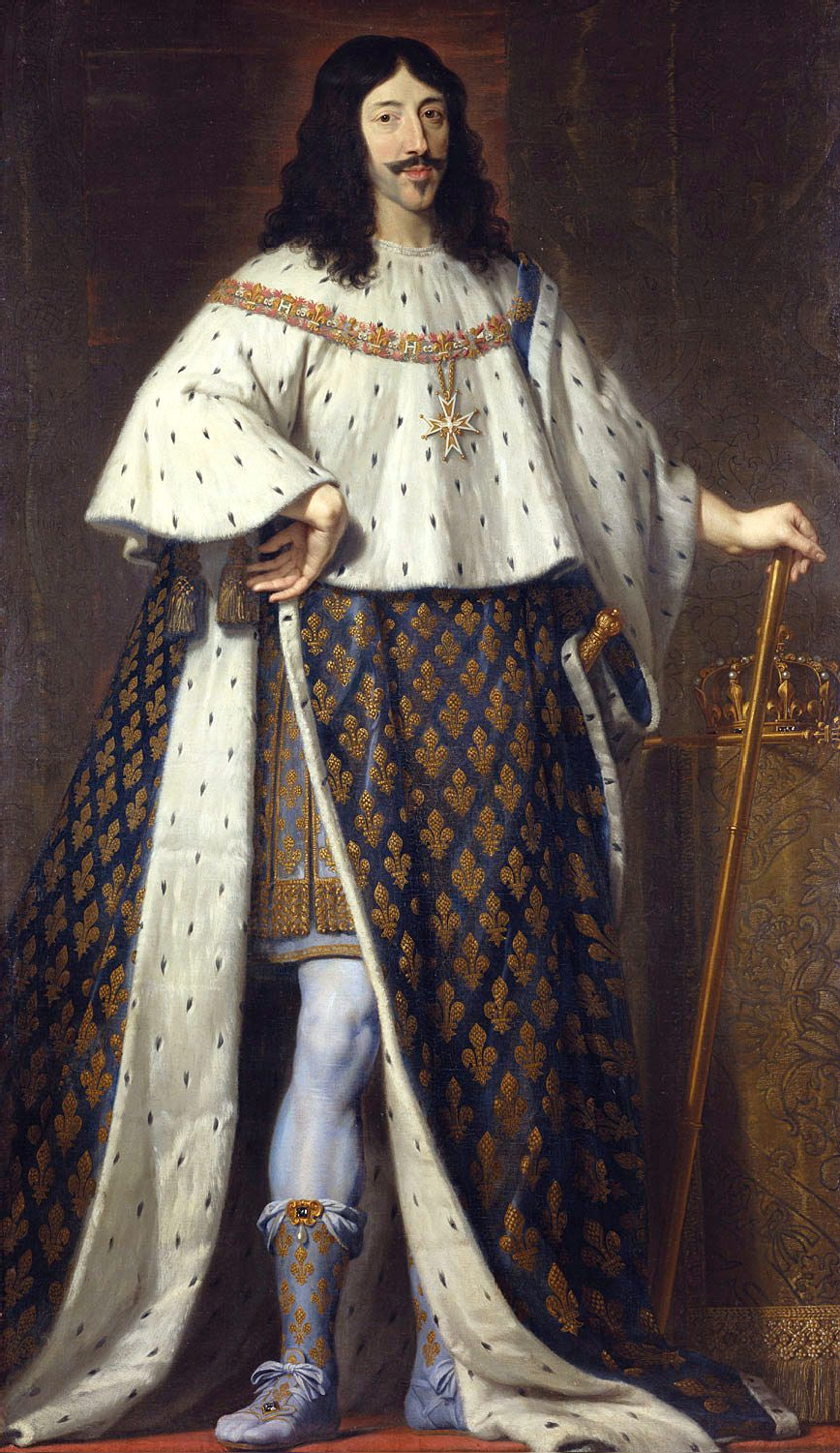
Ludovic al XIII-lea al Franței
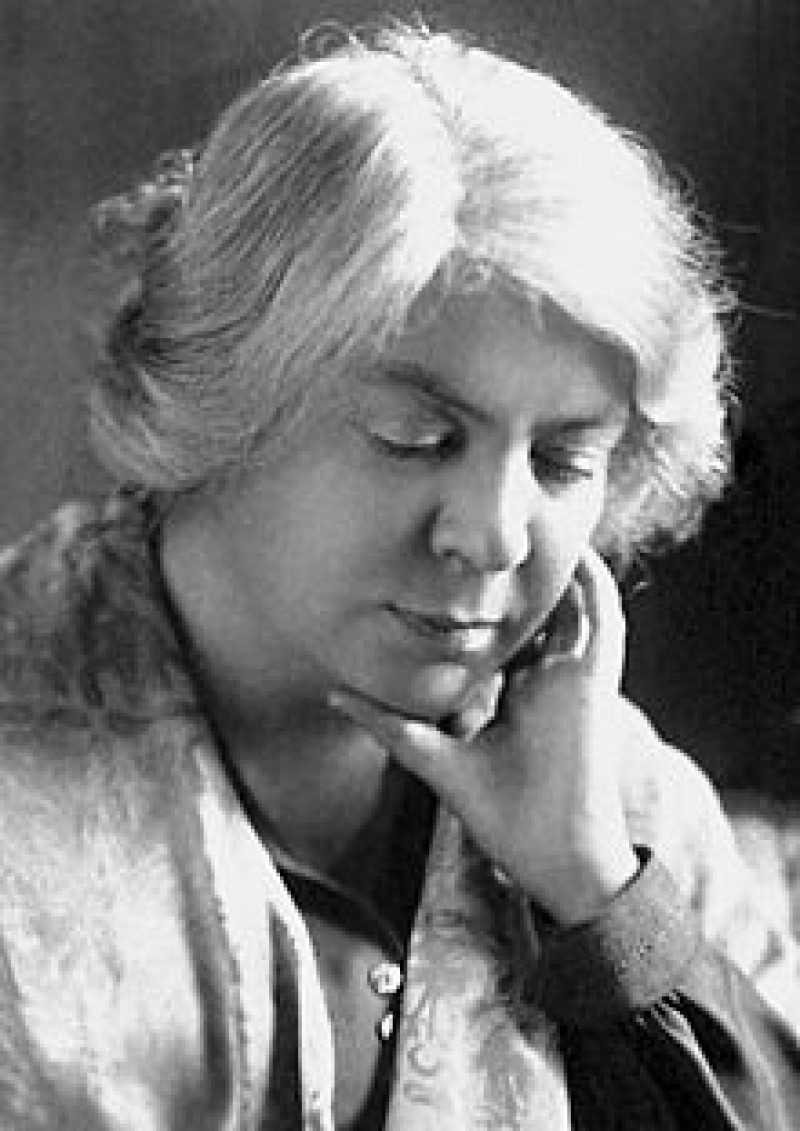
Grazia Deledda, scriitoare italiană, laureată Nobel

- 1880: Jacques Thibaud, violonist francez (d. 1953)
- 1886: Lucien Gaudin, scrimer francez (d. 1934)
- 1907: Francis Ambrière, scriitor francez, câștigător al Premiului Goncourt în 1940 (d. 1998)
- 1918: Martin Ryle, fizician și radioastronom englez (d. 1984)
- 1925: Alexandru Vișinescu, torționar comunist și comandant al Râmnicului Sârat român, (d. 2018)
- 1927: Mircea Anghelescu, actor român
- 1932: Geoff Bent, fotbalist englez (d. 1958)
- 1933: Grigore Hagiu, poet român (d. 1985)
- 1934: Boris Marian, scriitor rusofon din Republica Moldova, fost disident sovietic
- 1936: Constantin Drăgănescu, actor român (d. 2020)
- 1940: Mishal Al-Ahmad Al-Jaber Al-Sabah, emir al Kuweitului
- 1943: Prințul Amedeo, Duce de Aosta, pretendent la șefia Casei de Savoia, familia regală care a condus Italia între 1861 și 1946 (d. 2021)
- 1945: Vasile Tărâțeanu, poet român (d. 2022)
- 1946: Nikos Anastasiades, politician cipriot, președinte al Ciprului în perioada 2013-prezent
- 1946: Vasile Mocanu, politician român (d. 2022)
- 1947: Dick Advocaat, antrenor olandez de fotbal
- 1947: Meat Loaf, cântăreț de rock și actor american (d. 2022)
- 1950: John Marsden, scriitor australian
- 1952: Dumitru Prunariu, primul cosmonaut român
- 1953: Claudio Gentile, fotbalist italian
- 1958: Marin Barbu, antrenor român de fotbal

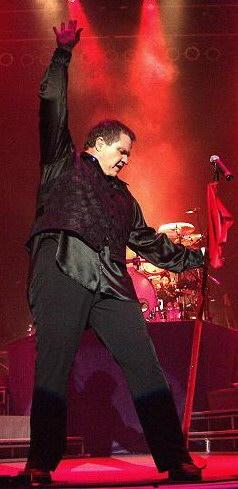
Meat Loaf, cântăreț american
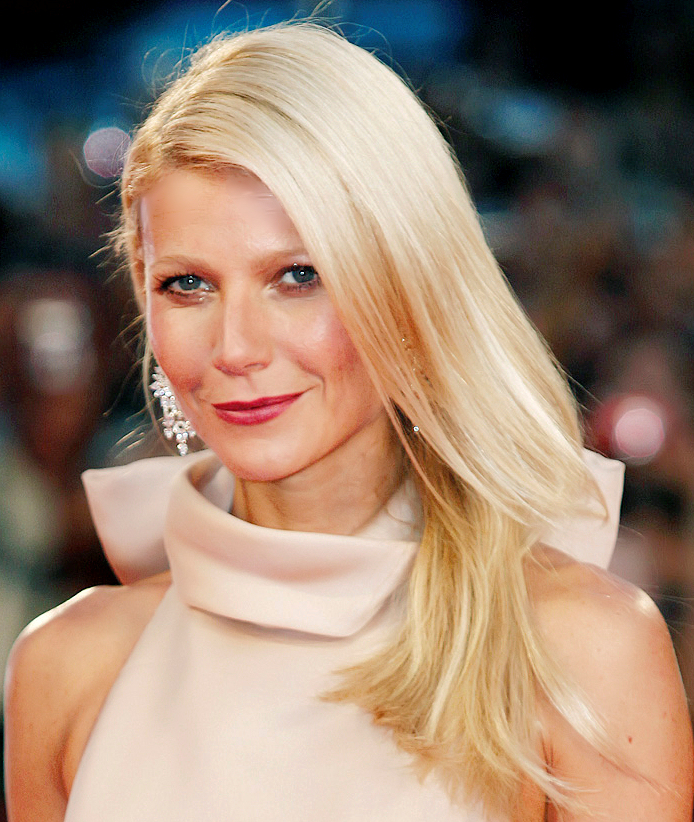
Gwyneth Paltrow, actriță americană
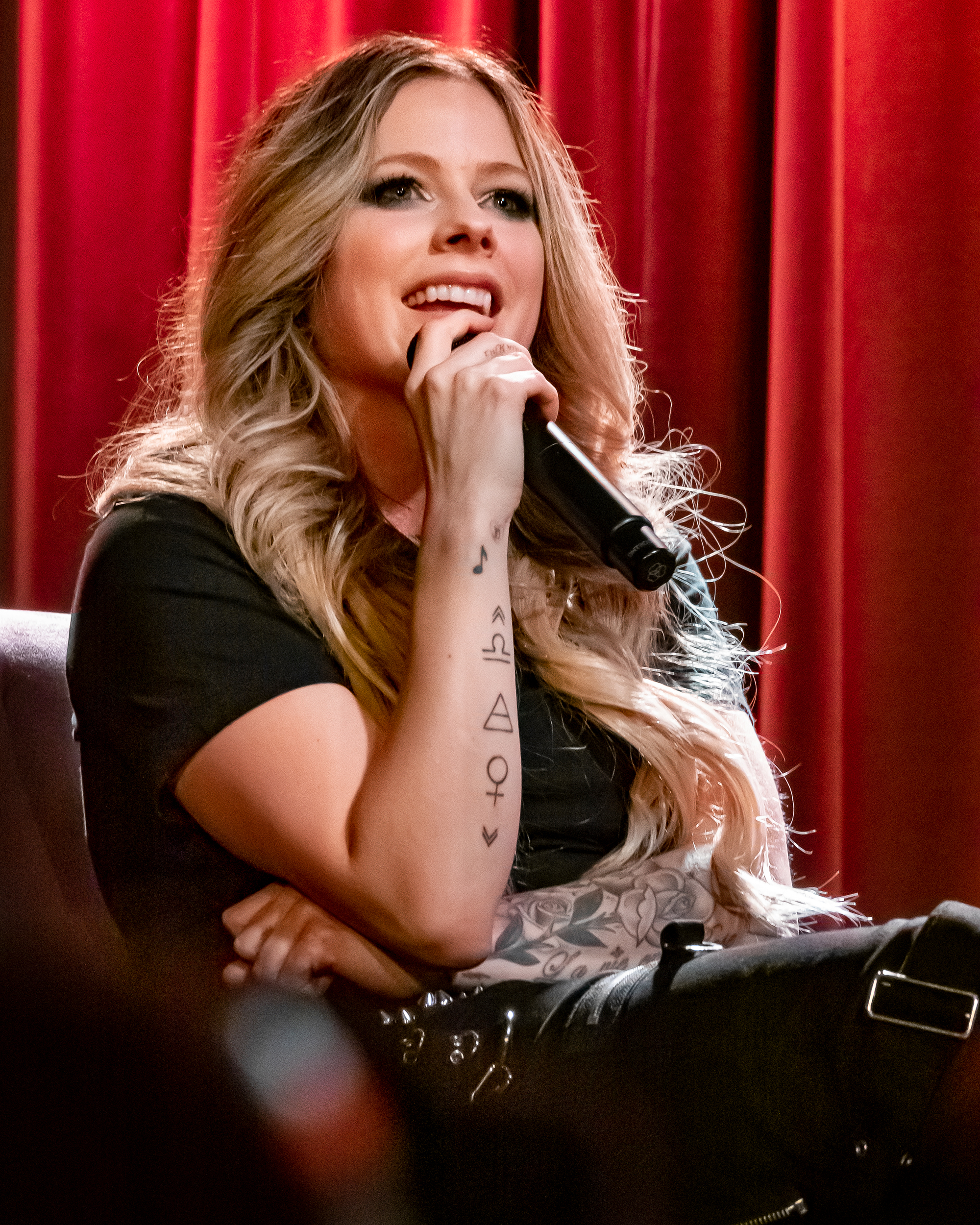
Avril Lavigne, cântăreață canadiană

- 1969: Bogdan Suceavă, scriitor român
- 1972: Lhasa de Sela, cântăreață americano-mexicană (d. 2010)
- 1972: Gwyneth Paltrow, actriță americană
- 1976: Francesco Totti, fotbalist italian
- 1978: Mihaela Ursuleasa, pianistă română (d. 2012)
- 1979: Shinji Ono, fotbalist japonez
- 1984: Daniela Crap, handbalistă română
- 1984: Avril Lavigne, cântăreață și textieră canadiană
- 1985: Ibrahim Touré, fotbalist ivorian (d. 2014)
- 1986: Stéphane Ruffier, fotbalist francez
- 1987: Cristian Ciocan, boxer român
- 1989: Măriuca Verdeș interpretă română de muzică populară
- 1990: Hugo Houle, ciclist canadian
- 1991: Simona Halep, jucătoare română de tenis de câmp
- 1994: Denisa Dedu, handbalistă română

## Decese
- 1590: Papa Urban al VII-lea (n. 1521)
- 1651: Maximilian I, Elector de Bavaria (n. 1573)
- 1697: Valentin Frank von Franckenstein, poet și traducător german (n. 1643)
- 1700: Papa Inocențiu al XII-lea (n. 1615)

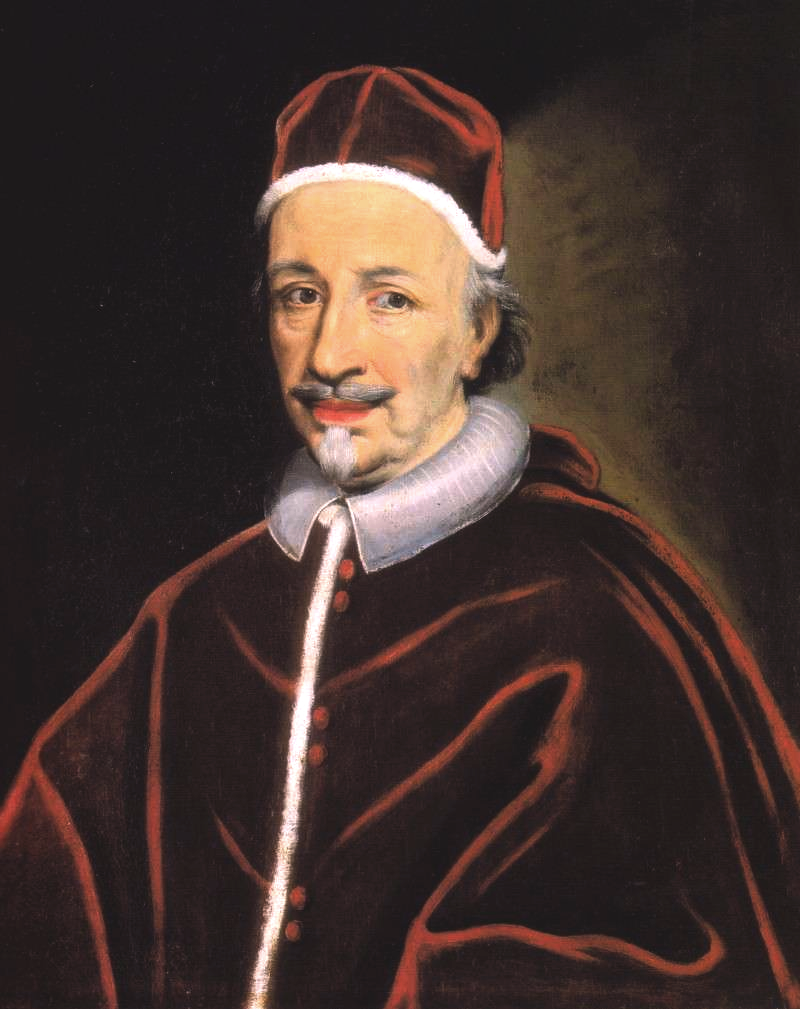
Papa Inocențiu al XII-lea
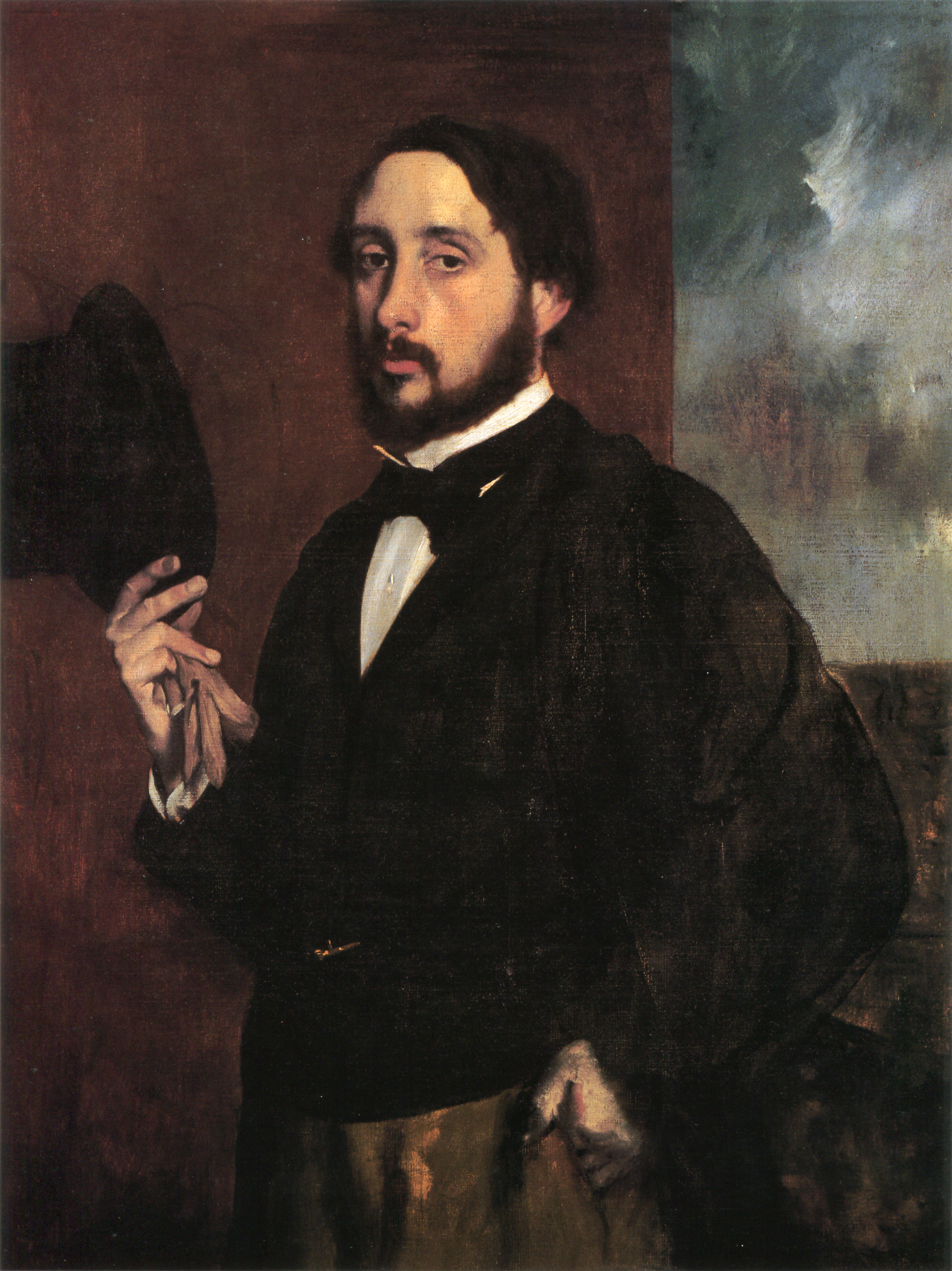
Edgar Degas, pictor francez
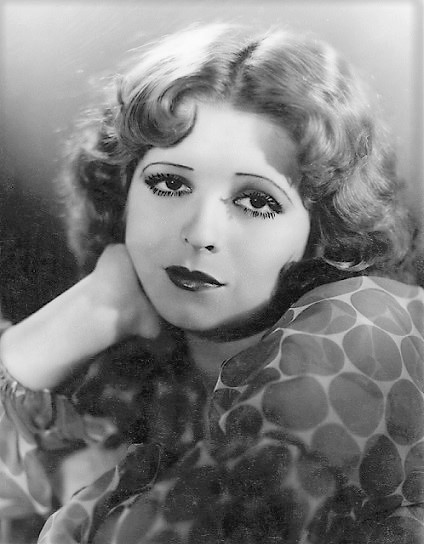
Clara Bow, actriță americană

- 1760: Maria Amalia de Saxonia, soția regelui Carol al III-lea al Spaniei (n. 1724)
- 1769: Anna Karolina Orzelska, fiica nelegitimă a regelui August al II-lea al Poloniei  (n. 1707)
- 1788: Ducesa Augusta de Brunswick-Wolfenbüttel (n. 1764)
- 1882: Amedeo Preziosi, pictor maltez (n. 1816)
- 1887: Jean-Baptiste Bertrand, pictor francez (n. 1823)
- 1897: Alexandru Roman, membru fondator al Academiei Române (n. 1826)
- 1917: Edgar Degas, pictor francez (n. 1834)
- 1965: Clara Bow, actriță americană (n. 1905)
- 1967: Leonard Colebrook, fiziolog și bacteriolog englez (n. 1883)
- 1972: Maria Lătărețu, cântăreață de muzică țărănească și populară română, de etnie romă (n. 1911)
- 1986: Cliff Burton, muzician și basist american (Metallica) (n. 1962)
- 1993: Nina Berberova, scriitoare rusă (n. 1901)
- 2003: Donald O'Connor, actor, cântăreț, dansator american (n. 1925)
- 2013: Jay Robinson, actor american (n. 1930)
- 2016: Sebastian Papaiani, actor român (n. 1936)
- 2017: Hugh Hefner, publicist american (n. 1926)
- 2023: Michael Gambon, actor anglo-irlandez (n. 1940)
- 2024: Maggie Smith, actriță britanică (n. 1934)
- 2024: Hassan Nasrallah, cleric, om politic, terorist și comandant libanez al Hezbollah (n. 1960)

## Sărbători
- Ziua Mondială a Turismului